# Украинское (Херсонская область)
Украинское (укр. Українське) — село в Ивановской поселковой общине Генического района Херсонской области Украины.
Население по переписи 2001 года составляло 716 человек. Почтовый индекс — 75430. Телефонный код — 5531. Код КОАТУУ — 6522986501.

## Местный совет
75430, Херсонская обл., Ивановский р-н, с. Украинское, ул. Степная, 1